# Polyscias macdowallii
Polyscias macdowallii là một loài thực vật có hoa trong Họ Cuồng cuồng. Loài này được (F.Muell.) Domin miêu tả khoa học đầu tiên năm 1928.